# イゴール・マテウス・リジエロ・ペレイラ
リジエロ（Liziero）ことイゴール・マテウス・リジエロ・ペレイラ（ポルトガル語: Igor Matheus Liziero Pereira、1998年2月7日 - ）は、ブラジルのサッカー選手。ポジションはMF。

## クラブ歴
2018年の始めにサンパウロFCのトップチームに昇格。3月11日にプロ初出場をすると、同月20日にはスターティングメンバーに名を連ねた。